# Кінський часник звичайний

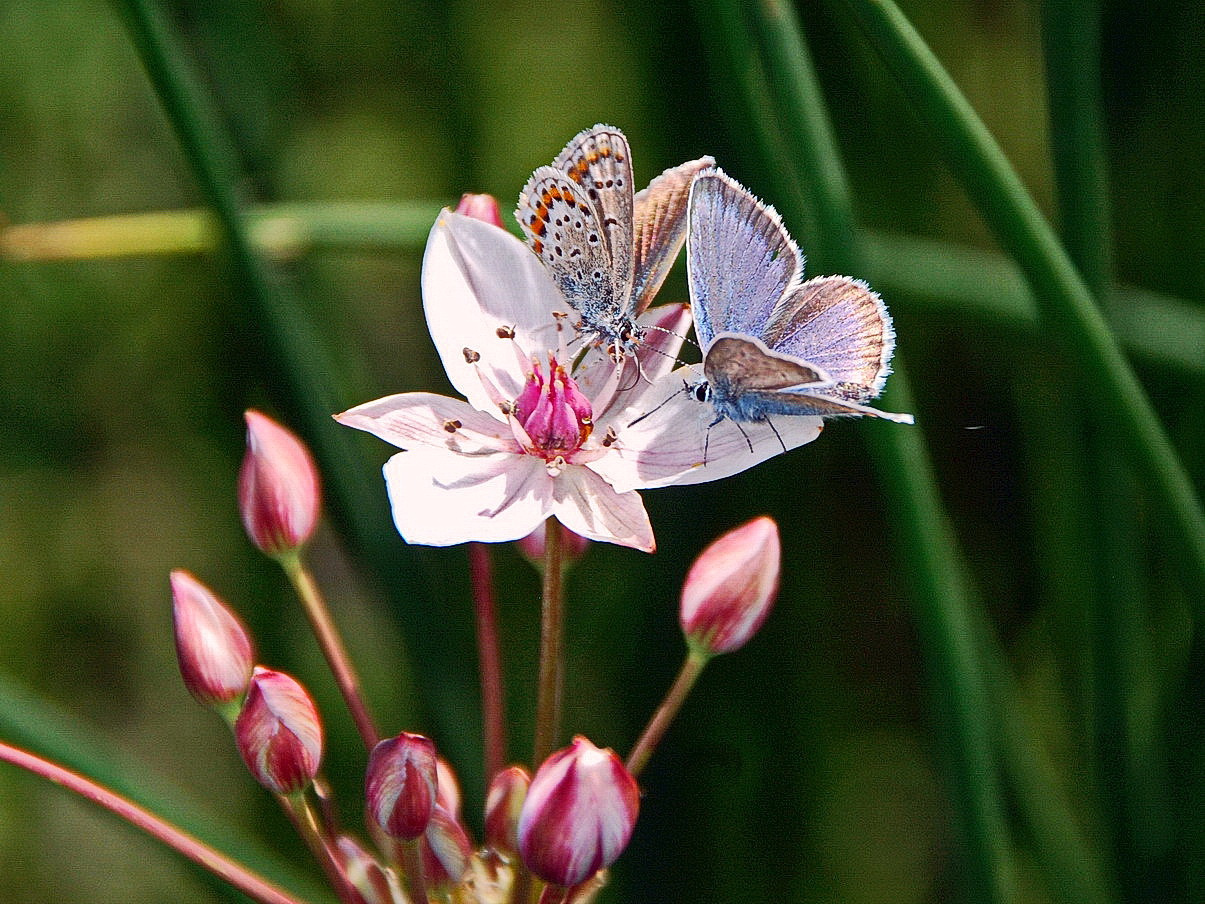
Метелики на кінському часнику

Кінський часник звичайний або часникова трава (Alliaria petiolata, (M.Bieb.) Cavara & Grande, Alliaria officinalis Andrz. ex. Bieb.) — дворічна трав'яниста рослина 25-100 см заввишки з прямим малорозгалуженим стеблом з родини капустяні (Brassicaceae). Харчова, отруйна, вітамінозна, лікарська рослина. Специфічний часниковий запах рослини зумовлений наявністю у ній гірчичної олії.

## Назва
Міжнародна латинська назва роду походить від кельтського слова, що означає пекучий (розтерті листки рослини пекучі на смак). Видова назва в перекладі з латинської мови — черешковий.
Українська (Кінський часник черешковий), російська (Чесночница черешчатая), англійська (Garlic mustard) назви пов'язані зі смаковими властивостями рослини.
Українські місцеві назви — гулявник часниковий, підгачник, кропива дурна тощо.

## Морфологічна характеристика

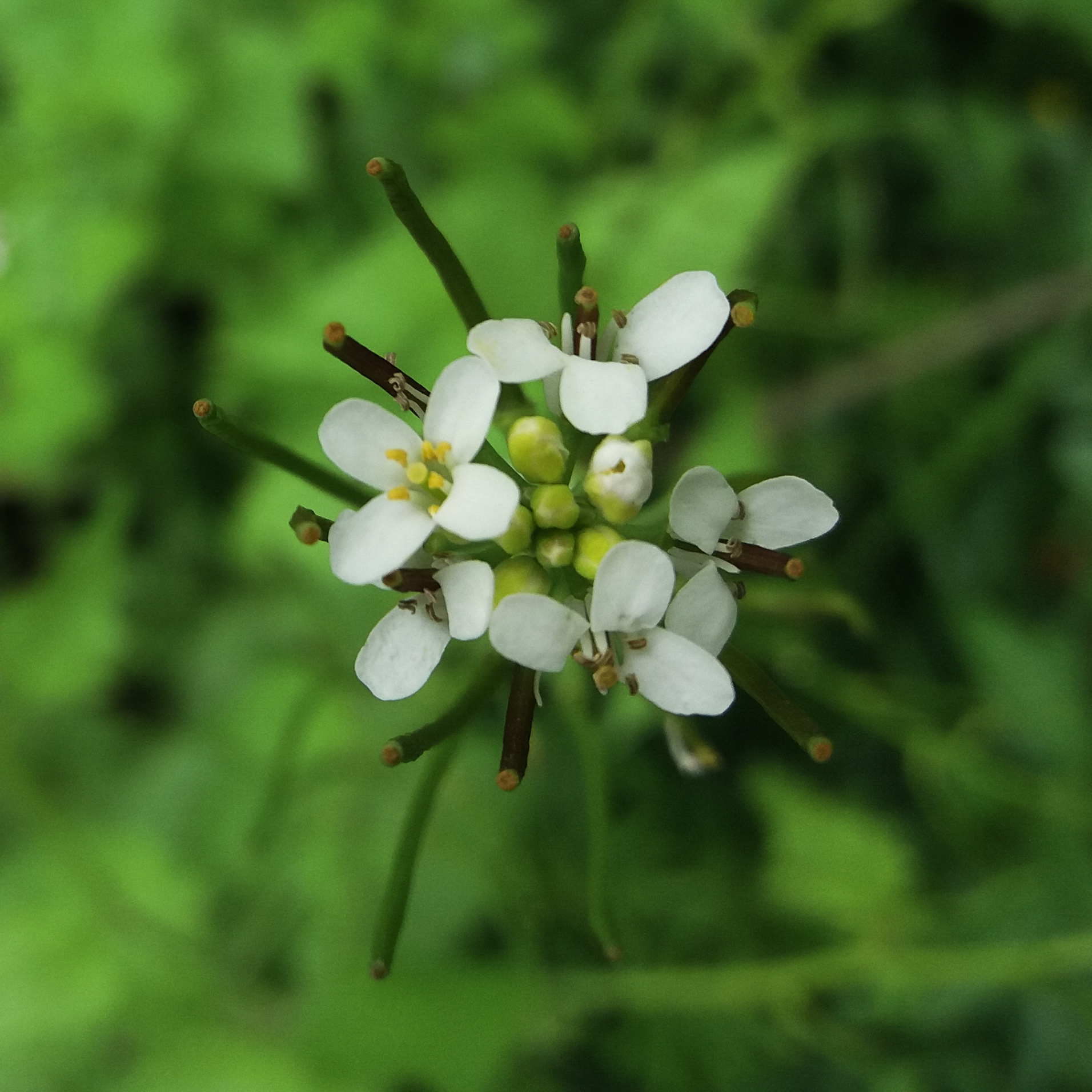
Квіти часникової трави

Стебла прямостоячі, угорі розгалужені, голі, з сизим нальотом, внизу волохато-волосисті, вкриті листками.
Листки чергові, цілісні, прикореневі листки більш-менш яйцеподібні, верхні — яйцеподібно-трикутні з короткими черешками, гострозубчасті, з майже клиноподібною основою.
Квітки білі, дрібні, 4—7 мм завдовжки, у китицеподібному верхівковому суцвітті, правильні, чотиричленні, оцвітина подвійна, роздільнопелюсткова. Чашолистки зелені, пелюстки білі (до 5 мм завдовжки), у півтора рази довші за чашечку. Тичинок шість, дві з них короткі, маточка одна з одним стовпчиком, зав'язь верхня. Цвіте у квітні — червні.
Плід — голий довгий чотиригранний стручок (до 40 мм завдовжки), на короткій товстій плодоніжці.
Тіньовитривала рослина.

## Поширення
Кінський часник черешковий є рідний для Європи, Західної та Центральної Азії та північно-західної Африки, Марокко, Ібіреї та Великої Британії — він поширений на півночі до північної Скандинавії, на сході від північної Індії до Західного Китаю (Сіньцзян-Уйгурський автономний район).
Він росте в місцях, де завжди достатньо вологи. Росте як бур'ян на пухких ґрунтах у листяних, рідше мішаних лісах, чагарниках, садах, на затінених місцях по всій Україні, у Криму — тільки в горах.
Заготівля можлива майже в усіх областях. Запаси сировини значні.

## Використання

### Харчове

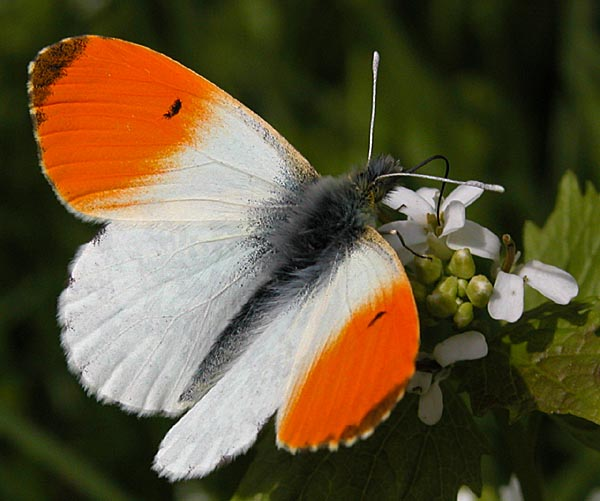
Метелик Зоряниця Аврора (Anthocharis cardamines) на квітці кінського часнику черешкового.

Вживається в їжу як приправа замість часнику і як салат. Листки містять глюкозид синигрін, з якого утворюється гостра алілова олія, що має запах часнику. Насіння містить жирну й ефірну олії (до 30%) з гострим присмаком, які інколи застосовують замість гірчиці. В листках містяться вітамін С (100–120 мг%), провітамін А (10-12 мг%). Ось чому їх вживають як салатну зелень. З цією метою у Франції рослину вирощують у культурі. Особливо гострий смак має насіння, в якому міститься близько 30% гірчичної олії. У деяких країнах на Кавказі є замінником гірчиці.

Рослина отруйна для тварин, особливо плоди і насіння (молоко кіз і корів при споживанні кінського часнику набуває часникового запаху і їдкого присмаку).
В Європі більше ніж 69 видів комах і 7 видів грибів використовують кінський часник черешковий як харчову рослину, у тому числі личинки деяких видів метеликів і молей (лускокрилих).

### У народній медицині
У народній медицині стебла з листками використовують при астмі, цинзі, проносах, а також зовнішньо для лікування наривів та опіків. Намочене й розтерте насіння замінює гірчичники.

### Збирання, переробка та зберігання
Надземну частину збирають під час цвітіння, зрізуючи ножем або серпами на рівні нижніх листків. Сушать у затінку і зберігають у коробках.